# Бринкманн, Патрик
Ян Патрик Вильгельм Бринкманн (род. 1966, Мутала, Швеция) — шведско-немецкий бизнесмен с интересами в добывающей промышленности. Патрик Бринкманн финансировал политические проекты Европейских правых и занимал ведущие посты в консервативных и националистических организациях.
В конце 1980-х и в 1990-х годах Бринкманн занимался в основном недвижимостью. В конце 1990-х годов Бринкманн также заинтересовался поиском полезных ископаемых и в 2005 году основал компанию с ограниченной ответственностью Wiking Mineral, занимающуюся геологоразведочными работами и отработкой месторождений, в которой ему и его семье принадлежит более 50 % акций.
С 1990-х годов он находился под влиянием идей национальной и культурной идентичности (identitarianism) и политических течений этноплюрализма, а также французских Новых Правых. Он сотрудничал с рядом европейских правых партий, включая Австрийскую партию свободы (FPÖ), «Фламандский интерес» (Vlaams Belang), Партию независимости Соединённого Королевства (UKIP). Национал-демократическую партию Германии (NPD) и «Движение За» (Pro-Bewegung), выступающие против исламизации. Сотрудничество осуществлялось как напрямую, так и посредством патронажа консервативных и националистических организаций. Бринкманн искал пути сближения европейских и израильских правых партий и с этой целью осуществил визит в Кнессет вместе с членом партии «Шведские демократы» Кентом Экеротом и бывшим губернатором штата Арканзас Майком Хакаби. Отношения с Израилем — сложный вопрос, вносящий раскол в ряды Европейских правых, что демонстрируется реакцией на него как в Израиле, так и в Европе.
Бринкманн также организует конференции и поощряет сотрудничество между академиками, писателями и политическими активистами из стана Европейских правых через свою организацию «Фонд Континент Европа». Помимо других членов важную роль в организации играл бывший советник Горбачёва Вячеслав Иванович Дашичев и Бринкманн издавна выступал за сближение Европы и России.
В 2011 году Бринкманн отошел от политической деятельности и занимается коммерческими предприятиями, имидж которых, по его словам, страдал из-за его политического прошлого. Когда в 2012 году бывший министр занятости Швеции Свен-Отто Литторин стал членом Совета директоров Wiking Minerals, шведская пресса раздула скандал. Это привело к тому, что Литторин подал жалобу омбудсмену по вопросам прессы на газету Expressen.
2014 Бринкманн объявил, в письме к редактору, Он планирует проводить значительную часть времени в Венгрии. В качестве причин он упомянул, что венгерский инвестиционный климат ему долгосрочно интересен. Кроме того, он ценит консервативный социальный климат Венгрии, и её национально-консервативное правительство, которое находится в центре политического поля. В статье Бринкманн также выразил высокое мнение о премьер-министре Венгрии Виктор Орбан.
Мать Бринкманна родилась в Германии, а сам он вырос в Швеции. В молодости Бринкманн был связан с пентекостализмом и занимался гуманитарной деятельностью в Шри-Ланке и других странах, но позднее сблизился с православной церковью. С 2007 года он в основном проживает в Берлине и с 2014 года он делит своё время на Берлин и Будапешт. Женат, имеет шестерых детей.